# Lucyna Żukowska

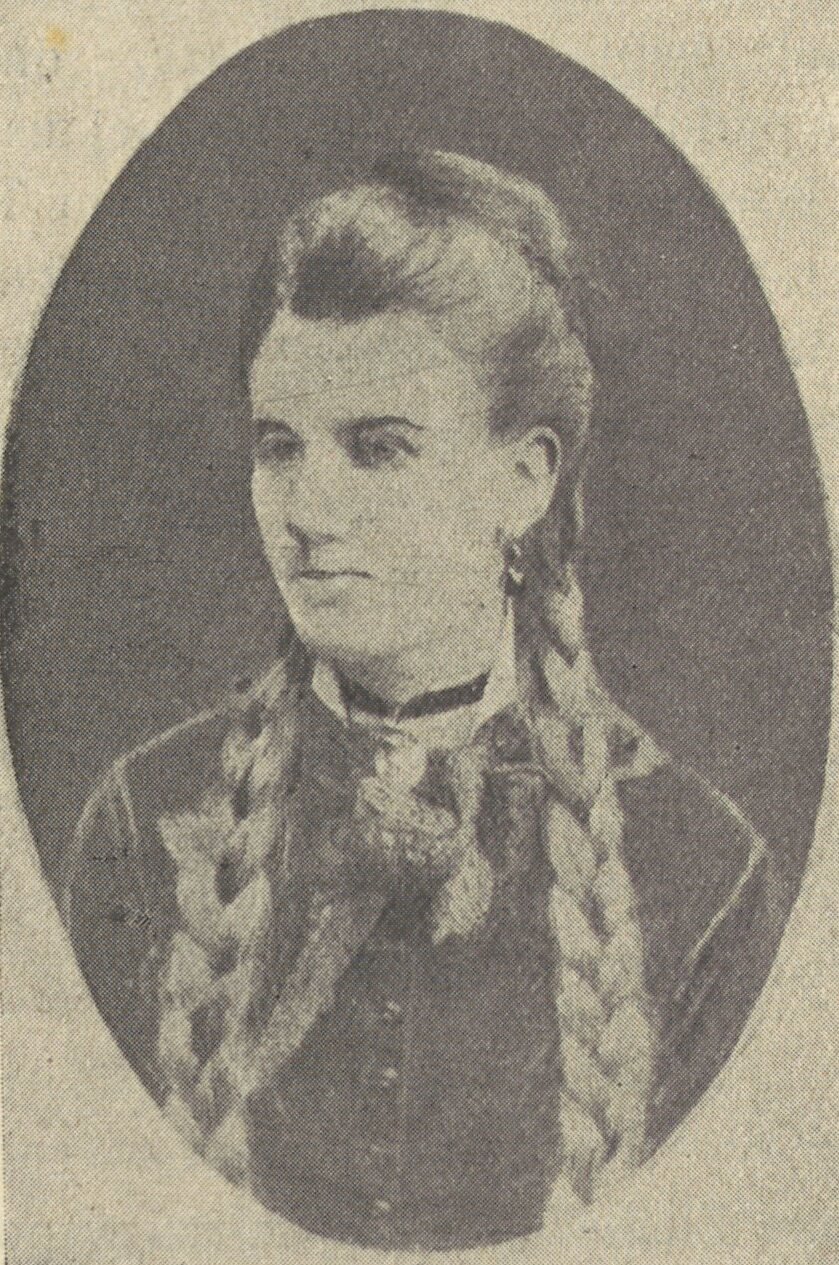
Lucyna Żukowska w młodości

Lucyna Żukowska z domu Skrzyńska (ur. 18 lutego 1844 w Ostrowcu Świętokrzyskim, zm. 5 lutego 1944) – uczestniczka powstania styczniowego.

## Życiorys
Lucyna Żukowska urodziła się 18 lutego 1844 roku w Ostrowcu Świętokrzyskim, w rodzinie ziemiańskiej posiadającej majątek w Czajęcicach. Była córką Antoniego Skrzyńskiego i Zofii z Narzuchowskich. Jej ojciec walczył w powstaniu listopadowym jako ochotnik, po upadku powstania jego majątek został skonfiskowany. Żukowska uczyła się w szkole wizytek w Lublinie, w wieku 16 lat rozpoczęła naukę walki bronią białą i palną u sąsiada, późniejszego powstańca styczniowego. W 1858 roku przysięgła ojcu pomścić krzywdy wyrządzone rodzinie przez carat.
Wkrótce potem wstąpiła do organizacji konspiracyjnych, służyła w nich jako kurierka. Po wybuchu powstania wstąpiła do oddziału gen. Mariana Langiewicza, walczyła pod Bodzentynem i Kunowem. Następnie była kurierem w oddziale Jana Czerwińskiego, również w składzie tego oddziału walczyła jako żołnierz liniowy. Pod Tyszowcami (maj 1863) została ranna w prawą łopatkę i trafiła do niewoli. Początkowo przebywała w szpitalu w Zamościu, a po czterech miesiącach trafiła na 7 miesięcy do więzienia w tamtejszej twierdzy. Dzięki staraniom rodziny została zwolniona za poręczeniem, uniknąwszy zesłania na Syberię.
Część źródeł wymienia jej udział w bitwach pod Żyrzynem (8 sierpnia 1863), Fajsławicami (24 sierpnia 1863) i Batorzem (6 września 1863), co stoi w sprzeczności z informacjami o pobycie w szpitalu i w więzieniu od maja 1863 roku.
Po wyjściu na wolność osiadła w Lublinie. Według części źródeł związała się wówczas z księdzem i urodziła ich córkę, którą rzekomo była Franciszka Paulina ze Skrzyńskich Falińska. Kilka lat później wyszła za mąż za urzędnika Henryka Żukowskiego.
Podczas I wojny światowej pracowała w szpitalu okręgowym w Lublinie, a po odzyskaniu niepodległości otrzymała honorowy stopień podporucznika i została wprowadzona do „Imiennego wykazu weteranów powstań narodowych 1831, 1848 i 1863 roku”. Na liście znalazła się w 1924 jako jedna z 5 wówczas wpisanych kobiet (inne to Nicefora Kalicka, Gryzelda Malinowska, Wanda Umińska i Michalina Kwiatkowska). Brała udział w zjazdach weteranów powstania styczniowego w Poznaniu i Warszawie. W 1938 roku została odznaczona przez prezydenta RP Krzyżem Oficerskim Orderu Odrodzenia Polski, który nadano wszystkim 53 żyjącym weteranom powstania. Mieszkała przy ul. Niecałej 8 w Lublinie. Na początku 1939 była w stopniu porucznika i pozostawała w gronie 36 ostatnich weteranów powstania styczniowego.
Zmarła 5 lutego 1944 roku i została pochowana na cmentarzu przy ul. Lipowej w Lublinie.

## Odznaczenia[1]
- Krzyż Niepodległości (MP 260/1930)[5]
- Krzyż Oficerski Orderu Odrodzenia Polski (MP nr 17/1938)[6]
- Krzyż Siedemdziesięciolecia Powstania Styczniowego (1933)